# Vitplymad honungsfågel
Vitplymad honungsfågel (Ptilotula penicillata) är en fågel i familjen honungsfåglar inom ordningen tättingar.

## Utseende
Vitplymad honungsfågel är en liten till medelstor honungsfågel med en tydlig fläck vita fjädrar på halssidan, därav namnet. I övrigt är adulta fåglar huvudsakkligen olivgrå med gult ansikte. Under häckningstid är näbben helsvart, medan den resten av året och hos ungfåglar har gult på näbbroten.

## Utbredning och systematik
Vitplymad honungsfågel delas in i fyra underarter med följande utbredning:
- Ptilotula penicillata penicillatus – förekommer i sydöstra Australien (centrala Queensland till södra Victoria och sydöstra South Australia)
- Ptilotula penicillata leilavalensis – förekommer i eucalyptusbeväxta vattendrag i centrala Australien
- Ptilotula penicillata carteri – förekommer längs centrala kusten i Western Australia till sydvästra Northern Territory
- Ptilotula penicillata calconi – förekommer från Broome, Western Australia till Victoria River i Northern Territory

## Levnadssätt
Vitplymad honungsfågel hittas i öppet skogslandskap, men även i parker och trädgårdar, vanligen nära vatten. Honan bygger ett litet skålformat bo av gräs och spindelväv.

## Status
Arten har ett stort utbredningsområde och beståndet anses vara stabilt. Internationella naturvårdsunionen IUCN listar den därför som livskraftig (LC).

## Bilder

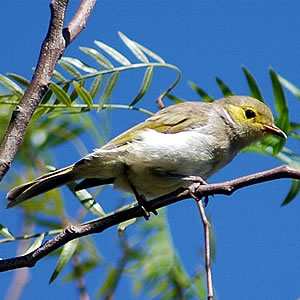
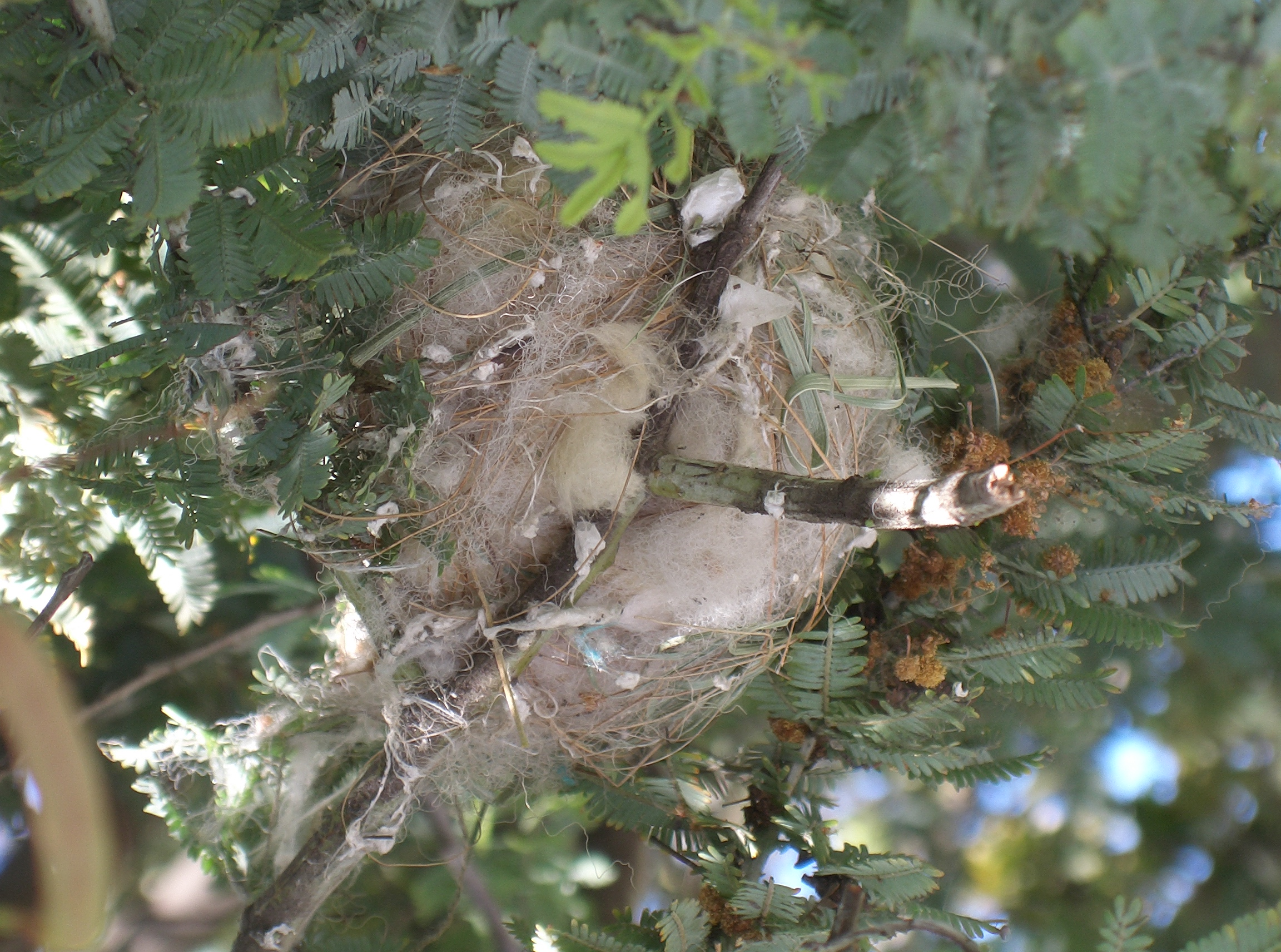
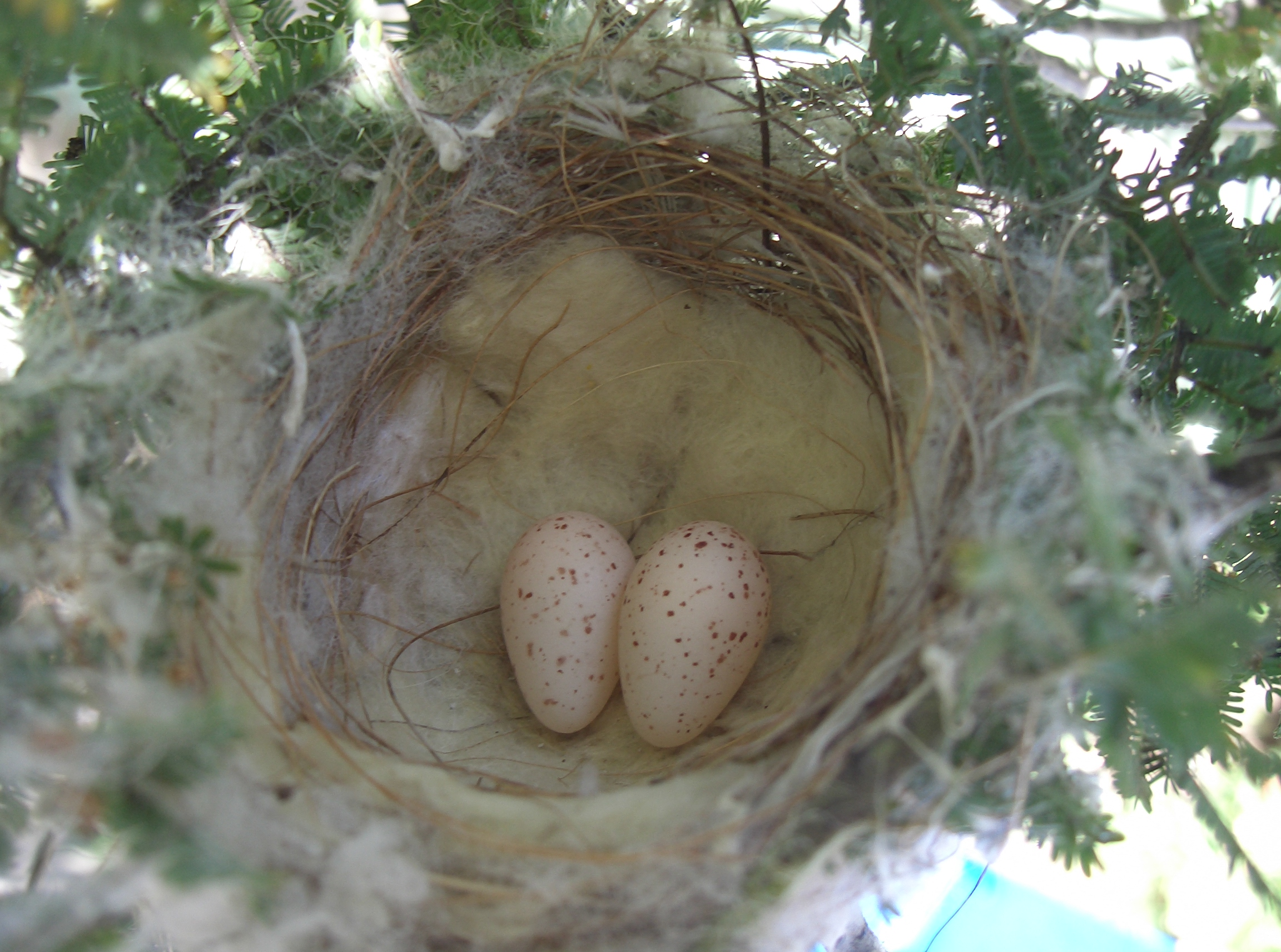
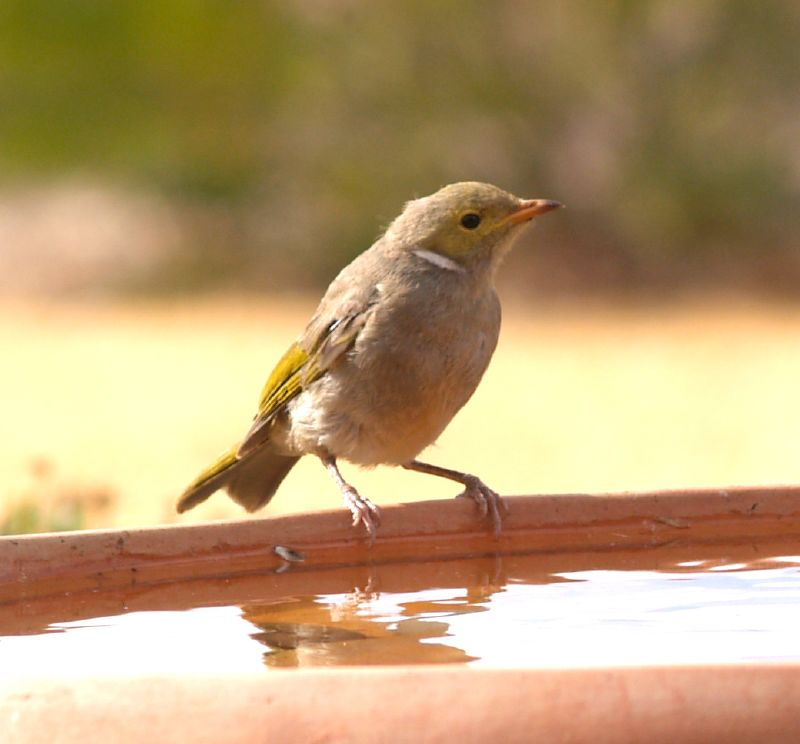